# Lilla Akademien

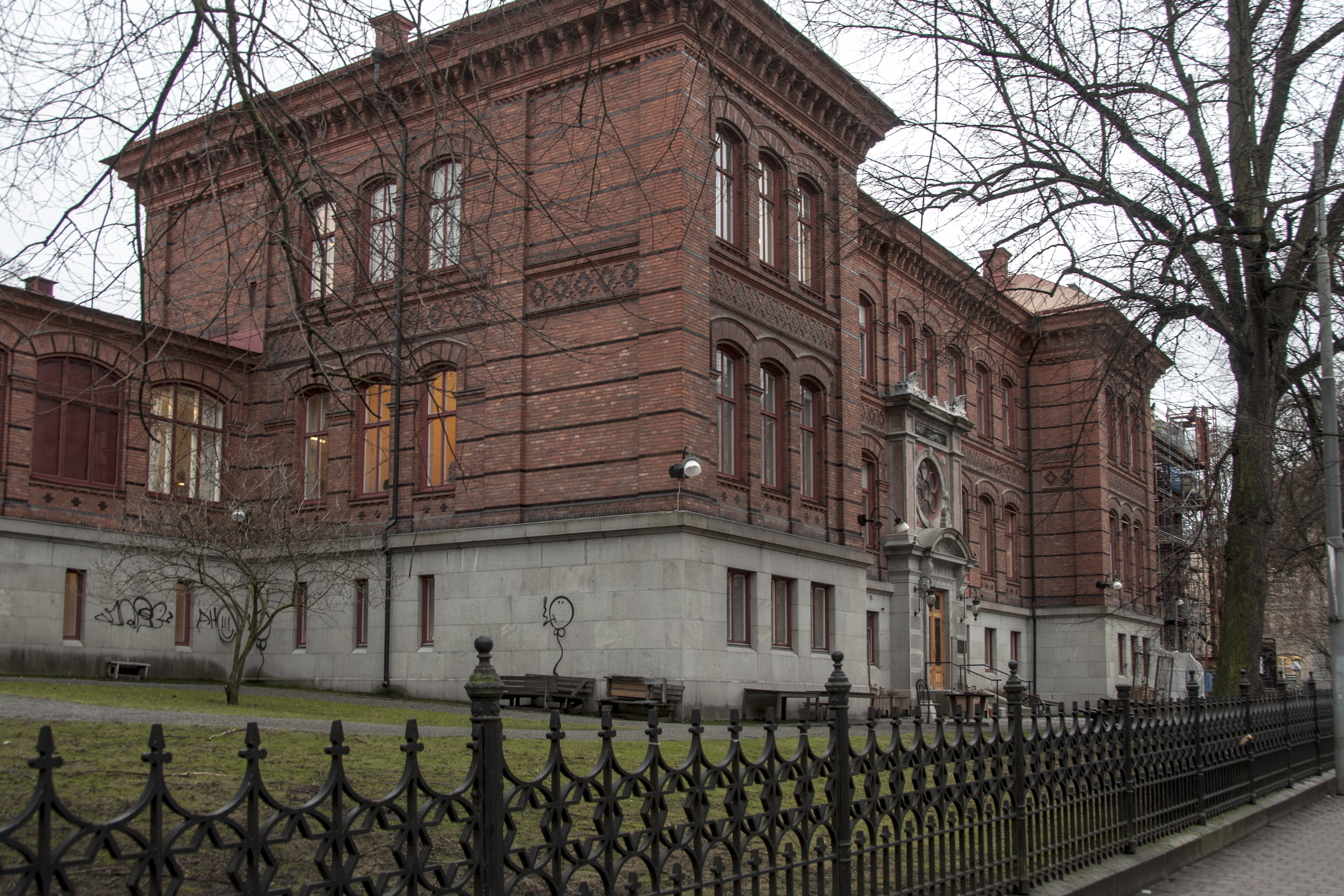
Lilla Akademiens lokaler

Lilla Akademien är en musikinriktad friskola i Stockholm med undervisning i ett åldersspann från förskola till gymnasium och vuxenundervisning. Verksamheten inleddes år 1994, är i dag inrymd i före detta Norrtulls sjukhus och drivs i form av en ideell stiftelse. Och är bland annat känd för sina roliga aktiviteter som papperflygplans dagen (2 september) och sina film-dagar som händer 1 gång varje årstid.
Violinisten och musikpedagogen Nina Balabina grundade tillsammans med waldorfpedagogen Bo Lindgren och en grupp musiklärare skolan år 1994 i form av ren musikskola för barn och unga efter ordinarie skoltid och med främsta inriktning på klassisk musik. 
1998 omvandlades skolan till en friskola med musikinriktning innefattande förskola och grundskola; 2002 tillkom gymnasium.  Sedan 2005 bedrivs dessutom en högre musikutbildning för studerande i åldrarna 19–23 år. Skolan har också ett stort internationellt utbyte med utländska gästkonserter och masterclasser. Olika instrumentalensembler för eleverna finns på skolan samt framstående musiker såsom Staffan Scheja bland lärare och skolledning. Detta omfattande skolutbud med individuell, sammanhängande instrumentalundervisning från tidig ålder till vuxen är det enda i sitt slag i Skandinavien. Utöver musiken lägger skolan stor vikt vid språkundervisning redan från förskolenivå.
Skolan startade 2009 stiftelsen för Sveriges Nationella Ungdomssymfoniorkester (SNUO) med unga musikstuderande. Denna framträdde först under Esa-Pekka Salonens ledning vid Östersjöfestivalen i Berwaldhallen 2010 och har bland annat turnerat i USA.
Sedan 2003 har verksamheten drottning Silvias beskydd och några av Lilla Akademiens ensembler medverkade vid den SVT-sända konserten med anledning av hennes 70-årsdag på Oscarsteatern i december 2013.
Om man vill delta i t.ex. papperflygplans dagen så måste man bara komma på ett bra pappersflygplan som kan flyga längst. Vinnaren får ett litet pris.